# Tephriopis divulsa
Tephriopis divulsa är en fjärilsart som beskrevs av Walker 1865. Tephriopis divulsa ingår i släktet Tephriopis och familjen nattflyn. Inga underarter finns listade i Catalogue of Life.